# Alberto Abalde
Alberto Abalde est un joueur professionnel espagnol de basket-ball né le 15 décembre 1995 à Ferrol en Espagne.

## Biographie

### Carrière en Espagne
Alberto Abalde commence le basket-ball en étant inspiré par sa grande sœur Tamara. Formé par et sous contrat avec la Joventut Badalona, il est prêté pour la saison 2013-2014 au CB Prat. Il s'engage en août 2016 avec le Valence Basket Club. Il y signe un contrat de quatre ans, la première saison lui permettant de rester en prêt à son club formateur. Vainqueur de l'EuroCoupe de basket-ball en 2019, Abalde souhaite quitter son club en juillet 2020. Convoité par le Real Madrid, le FC Barcelone et Milan, il paie en lien avec le Real Madrid une clause libératoire de 1,5 million d'euros au club valencian et s'engage dans la foulée avec le club madrilène pour cinq saisons. En septembre 2021, une blessure au muscle droit fémoral du côté droit l'empêche de pouvoir participer à la Supercoupe d'Espagne. En septembre 2024, son contrat avec le Real Madrid est prolongé jusqu'en juin 2027.
Abalde est candidat pour la draft 2015 de la NBA mais n'est pas retenu.

### Carrière en équipe nationale
Alberto Abalde fait partie d'une liste de présélection de l'équipe d'Espagne pour les Jeux olympiques de 2016 mais n'est pas retenu dans la sélection finale. Il participe aux Jeux olympiques de 2020.
Présent dans le groupe espagnol préparant le championnat d'Europe, il n'est pas retenu par Sergio Scariolo dans la sélection finale en raison d'une blessure. L'Espagne remporte cette compétition.

## Palmarès

### En club
- Vainqueur de l'EuroCoupe de basket-ball : 2019.
- Vainqueur de la Supercoupe d'Espagne : 2020.
- Champion d'Espagne en 2022, 2024 et 2025.
- Vainqueur de la coupe du Roi en 2024.

### En sélection
En catégorie moins de 18 ans :
- Médaille de bronze au Championnat d'Europe des moins de 18 ans en 2013.

En catégorie moins de 20 ans :
- Médaille d'argent au Championnat d'Europe des moins de 20 ans en 2014.
- Médaille d'argent au Championnat d'Europe des moins de 20 ans en 2015.

### Distinctions personnelles
- Meilleur joueur de l'Euroleague Basketball Next Generation Tournament (2013).
- Meilleur cinq des jeunes du championnat espagnol pour la saison 2016-2017.
- Deuxième meilleur cinq du championnat espagnol pour la saison 2019-2020.